# Oraibi

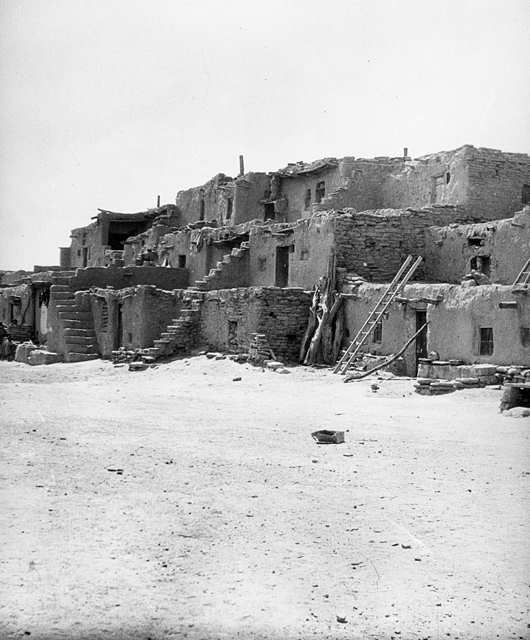
Vecchio villaggio di Oraibi

Oraibi è il più antico villaggio situato sulla terza Mesa, nella riserva indiana Hopi, non lontano dal Grand Canyon, Arizona. Originariamente fu abitata dalla tribù degli Hopi.
L'antico villaggio è retrodatato al 1150 circa e, secondo la leggenda Hopi, fu fondato dalla tribù del vecchio Shungopavi ed è stato scoperto nel 1540 da un tenente, Pedro de Tovar.

Gli spagnoli vi stabilirono la missione di San Francisco nel 1629, distrutta durante la sommossa del 1680, le cui rovine sono ancora visibili. Dell'antico villaggio, oggi restano vecchie costruzioni di pietra abbandonate.
Oraibi è un sito ancora abitato e la popolazione abita in case costruite secondo tecniche più moderne. Gli Hopi moderni vietano le fotografie e le riprese filmate.

Sono un popolo molto riservato: sembra che sia possibile visitare i luoghi solo in occasione di cerimonie pubbliche.
Il 19 luglio 1964 Oraibi è stato iscritto fra i siti del National Historic Landmark.

## New Oraibi
Poco lontano sorge Kykotsmovi, conosciuto come New Oraibi: è un villaggio fondato nel 1890 da una parte della popolazione che si dissociò dalla tribù perché desiderava stare più vicina alla scuola e agli esercizi commerciali.

Il termine kykotsmovi in lingua Hopi (appartenente al ramo di Uto-Aztecan) significa "rovine sulle colline". Kykotsmovi è la sede del governo tribale degli Hopi.